# 17197 Matjazbone
17197 Matjazbone (2000 AC12) là một tiểu hành tinh vành đai chính được phát hiện ngày 3 tháng 1 năm 2000 bởi Nhóm nghiên cứu tiểu hành tinh gần Trái Đất phòng thí nghiệm Lincoln ở Socorro.